# In Our Lifetime
| 전문가 평가                        | 전문가 평가  |
| 평가 점수                          | 평가 점수    |
| 출처                               | 점수         |
| ---------------------------------- | ------------ |
| Allmusic                           | [ 1 ]        |
| BBC                                | (favorable)  |
| Chicago Tribune                    | [ 3 ]        |
| Christgau's Record Guide: The '80s | A−           |
| Record Mirror                      | [ 5 ]        |
| New York Times                     | (favourable) |
| Tom Hull                           | B+ ()        |

《In Our Lifetime》은 1981년 1월 15일, 모타운 레이블 타믈라 레코드에서 발매된 미국의 솔 음악가 마빈 게이의 열여섯 번째 스튜디오 음반이다. 이 음반의 녹음 세션은 1979년과 1980년 사이에 캘리포니아주 로스앤젤레스의 마빈스 룸, 하와이주 호놀룰루의 씨웨스트 레코딩 스튜디오, 영국 런던의 오디세이 스튜디오에서 열렸다(1981년 모타운에 의해 갑자기 리믹스 되었다). 음반 커버는 닐 브리든이 디자인했다. 게이가 컬럼비아 레코드로 떠나기 전 모타운을 위한 마지막 음반은 안나 고디와의 이혼을 기록한 더블 음반인 《Here, My Dear》의 상업적 실패의 후속 음반이었다. 게이가 전적으로 작사, 작곡, 프로듀싱, 편곡, 믹싱한 《In Our Lifetime》은 게이가 이전의 두 스튜디오 노력의 디스코 스타일링에서 탈피한 것이며, 가수의 후기 모타운 시기 최고의 음반 중 하나로 여겨졌다.

## 구상
1979년, 마빈 게이는 전문적이고 개인적인 하락세에 있다는 것을 알게 되었다. 〈Got to Give It Up〉 이후 2년 동안 히트곡 없이, 그는 상업적으로 성공하지 못한 《Here, My Dear》를 발표했는데, 이 음반은 몇 년 전에 이혼으로 끝난 안나 고디와의 골치 아픈 결혼 등 음악가의 사생활에 대한 비판과 팬들을 모두 멀어지게 했다. 이혼 후, 게이는 1977년 10월 오랜 여자친구 재니스와 결혼했다. 재니스 게이는 이후 결혼 생활 중 정신적 학대를 이유로 별거 신청을 했다. 재니스는 게이의 1976년 음반 《I Want You》의 영감을 주었다. 그 해, 게이는 자신의 대중음악을 다시 만들기로 결심했고, 처음에는 약간 자전적인 디스코 곡인 〈Ego Triping Out〉을 발표했는데, 이 곡에서 그는 자신의 삶보다 더 큰 자아를 서정적으로 설명하고 개인적인 의심으로 가렸다. 게이는 디나 쇼어의 《디나 & 프렌즈》에 출연하면서 이 노래를 처음 불렀고, 이후 DVD인 《Marvin Gaye - The Real Thing: In Performance 1964-1981》에 실렸다.
이 곡은 게이의 다음 음반인 《Love Man》의 타이틀곡으로, 그가 녹음한 음반이 수록된 디스코 스타일의 음반이다. 그러나 미국 국세청에서 450만 달러의 빚을 지고 있는 게이가 빚을 덜기 위해 반쪽짜리 월드 투어를 떠나면서 음반은 보류되었다. 그러나 게이의 마음은 투어에 있지 않았고, 일본에서의 다소 수용적인 쇼와 하와이에서의 공연 이후, 그는 투어를 포기했다. 게이는 몇 주 동안 마우이섬 해변의 빵차 안에 틀어박혀 지내며 코카인 중독으로 투병하고 있었다. 하지만 고치기 위해 그는 어머니 앨버타에게 전화를 걸어 코카인을 사는 대가로 어머니에게 사준 귀걸이를 나눠달라고 부탁했다. 그는 스모키 로빈슨이나 스티비 원더와 같은 친구들에게 돈을 요구하기 위해 멀리까지 갔지만, 둘 다 응하지 않았다. 이 무렵, 게이의 변호사는 그에게 자진 파산 신청을 하라고 조언했고, 후에 그의 녹음 스튜디오가 문을 닫게 되었고, 게이는 더욱 우울해졌다.
이 무렵 코카인에 취한 게이가 재니스의 심장에 칼을 들이대면서 재니스와의 불운한 재회를 야기한다. 이 무렵, 게이는 《Love Man》 음반을 끝내려고 노력했지만, 신나는 가사로 음반을 발표하는 대신, 몇몇 곡들은 그의 삶을 다루었다. 예를 들어 〈Dance 'N Be Happy〉라는 곡에서 후렴구가 "let's dance and be happy (춤추고 행복하자)"를 반복하는 동안, 마빈이 가성으로 부른 가사는 재니스와의 결혼 후유증에 대한 고뇌를 드러내며 심지어 그녀를 "초조"하게 만들었다고 비난하기도 했다. 호놀룰루에서 믹스를 들은 후, 환멸을 느낀 게이는 자신의 음악 경력이 끝날까 봐 음반을 보류했다. 어느 날, 심한 우울증을 앓던 게이는 1960년대 후반 이후 처음으로 코카인을 한 아주 적은 양을 가득 섭취했다. 그는 나중에 데이비드 리츠에게 "포기했어요. 그 문제들은 저에게 너무 컸어요. 전 그냥 혼자 남아서 고옥탄 경적에 머리를 날리고 싶었어요 느리지만 비교적 즐거운 죽음일 것이며, 총보다는 덜 지저분할 것입니다." 이 기간 동안 영국의 콘서트 프로모터 제프리 크루거는 마약밀매를 통해 게이와 접촉했다. 크루거는 게이의 친구 쥬얼 프라이스의 도움을 받아 게이가 술을 끊고 1976년 이후 처음으로 유럽 투어를 시작하도록 설득했다. 1980년에 열린 이 투어는 독일, 오스트리아, 프랑스, 이탈리아, 스위스, 네덜란드, 영국에서 공연되었다. 이 투어는 게이가 마거릿 공주를 위한 지휘 공연에 제시간에 나타나지 않아 크루거가 그를 계약 위반으로 고소하게 되면서 악재로 끝났다.
국세청을 피했다는 이유로 체포영장이 발부될 것을 두려워한 게이는 런던에 정착하기로 결심했고, 그곳에서 그는 도시의 밤거리를 즐겼다. 지금까지 게이는 런던에 사는 동안 순화 코카인 흡입에 대해 배웠고 약에 취해 몇 주를 보냈다. 게이는 또한 《Love Man》의 음반에 대해 "저는 돈을 위해 무언가를 해야 했지만, 진실에 대한 의무도 있었습니다. 모타운은 제게 한 푼도 주지 않았어요. 왜냐면 그들이 《Love Man》 커버에 돈을 썼다고 소리쳤기 때문이죠. 그래서 전 여기 하와이에 숨어있었죠. 그랬죠. 그 사랑의 남자는 저였고, 저는 그딴 것들을 멈춰야 했습니다."라고 말했다. 게이는 음반의 컨셉을 다시 생각해보고는 "제가 얼마나 어리석었는지 봤어요. 누가 또 다른 신음소리를 내면서 여자한테 투덜대고 싶었겠어요? 왜 제가 섹스왕 자리를 되찾아야 했죠? 누가 마이클 잭슨과 프린스와 경쟁하는 것을 신경 썼나요? 세상에 무슨 일이 일어나고 있는지 보세요. 전할 말이 있었어요. 제 테마가 있었어요."

## 곡 목록
모든 곡들은 마빈 게이에 의해 작사/작곡하였다.
| #  | 제목                     | 재생 시간 |
| -- | ------------------------ | --------- |
| 1. | 〈Praise〉               | 4:51      |
| 2. | 〈Life Is for Learning〉 | 5:06      |
| 3. | 〈Love Party〉           | 4:58      |
| 4. | 〈Funk Me〉              | 5:34      |

| #  | 제목                             | 재생 시간 |
| -- | -------------------------------- | --------- |
| 1. | 〈Far Cry〉                      | 4:28      |
| 2. | 〈Love Me Now or Love Me Later〉 | 4:59      |
| 3. | 〈Heavy Love Affair〉            | 3:45      |
| 4. | 〈In Our Lifetime〉              | 6:57      |